# Coscinaraea fossata
Coscinaraea fossata is een rifkoralensoort uit de familie van de Coscinaraeidae. De wetenschappelijke naam van de soort is voor het eerst geldig gepubliceerd in 1846 door Dana.